# Hieracium almquistianum
Hieracium almquistianum es una especie de planta con flor del género Hieracium, de la familia Asteraceae, orden Asterales.

## Distribución
Hieracium almquistianum se distribuye por Suecia.

## Taxonomía
Fue descrita científicamente por (Zahn) Johanss. Fue publicada en Arkiv Bot., Stockh. 21: A. No. 15, 54.